# Мохаммадхани, Нассер
Нассер Мохаммадхани (род. 7 сентября 1957, Рей, Тегеран) — иранский футболист, играл на позиции нападающего. Выступал за национальную сборную Ирана, большую часть клубной карьеры провёл в «Персеполисе».

## Биография
Начал заниматься футболом в 1972 году в команде «Санаати Бехшахр». В профессиональном футболе дебютировал в 1976 году, выступая за команду «Рах Ахан», в которой провёл три сезона.
Своей игрой за эту команду привлёк внимание представителей тренерского штаба клуба «Персеполис», куда в 1981 году его пригласил Али Парвин. Сыграл за тегеранскую команду следующие шесть сезонов своей игровой карьеры.
В течение 1986—1989 годов защищал цвета клуба «Катар СК», с которым выиграл Кубок шейха Яссима 1987 года.
В 1989 году вернулся в клуб «Персеполис», за который сыграл четыре сезона. В 1991 году выиграл с клубом первый Кубок обладателей кубков Азии, его команда со счётом 1:0 по сумме двух матчей обыграла бахрейнский «Аль-Мухаррак». Завершил профессиональную карьеру футболиста в 1993 году.
20 ноября 1982 года дебютировал в составе национальной сборной Ирана в матче против Японии (0:1). Перед Кубком Азии 1988 года возглавил группу из 14 игроков, которые открыто выступили против тренера Парвиза Дехдари. Из-за этого скандала Мохаммадхани два года не вызывался в сборную, пока команду не возглавил Али Парвин. В течение карьеры в национальной команде, которая длилась десять лет, провёл в её форме 27 матчей, забив 14 голов.

### Убийство жены
Мохаммадхани участвовал в публичном судебном процессе в Иране после того, как 9 октября 2002 года его жена Лалех Сахархизан была найдена убитой в своей квартире. Шахла Джахед, его любовница, заключившая с ним временный брак, была признана виновной в убийстве Лалех. Во время убийства Мохаммадхани находился в Германии.
1 декабря 2010 года Джахед была повешена после завершения процедуры обжалования. Самому Мохаммадхани предъявили обвинение в супружеской неверности. Позже оно было отозвано, и он был приговорён к 74 ударам плетью за приём наркотиков — суд выявил, что он курил опиум с Джахед.